# パイロテック
有限会社パイロテック（英: PYROTECH INC.）は、TV・映画の撮影及びイベント等において特殊効果業務を行う企業。本社は神奈川県横浜市港北区に所在。

## 概要
火薬及び爆薬による特殊効果全般に特化している。これらに付随して、演出内で使用する、小道具、プロップガン、ラバーガン、キャストガン等を制作している。
また、危険性、法律などで演出において火薬・爆薬を使用できない場合、VFXを用いて最終的に火薬・爆薬を使った時と同じような演出効果を与える業務も行っている。
代表取締役である大宮敏明が設立。

## 主な業務内容
- TV・映画・PV・舞台・イベント等での火薬を使用した特殊効果全般（パイロエフェクツ）。
  - プロップガンによるガンエフェクト及び、ガンアクションコーディネート、人体・対象物への着弾効果、爆発効果、炎上効果等、火薬及び爆薬を使用した映像演出。
- VFXによる、上記特殊効果全般の映像加工。
- プロップガン・ラバーガン・キャストガン・ブレイクアウェイの製作

## 主な担当番組・映画など

### バラエティ番組
- ダウンタウンのガキの使いやあらへんで!!
- 天才・たけしの元気が出るテレビ
- ビートたけしのお笑いウルトラクイズ
- 行列のできる法律相談所
- 天声慎吾
- 『ぷっ』すま
- ザ!鉄腕!DASH!!
- ロンドンハーツ
- 今夜は最高!
- ビートたけしの絶対見ちゃいけないTV
- とんねるずのみなさんのおかげでした
- 嵐にしやがれ
- 天才!志村どうぶつ園
- 中居正広の金曜日のスマたちへ

### テレビドラマ
- 金田一少年の事件簿（第1シリーズ・第2シリーズ）
- 銀狼怪奇ファイル
- FiVE
- サイコメトラーEIJI（第1シリーズ・第2シリーズ）
- ぼくらの勇気 未満都市
- D×D
- 傷だらけの女
- リモート
- バーチャルガール
- 犬神家の一族
- アンフェア
- 世にも奇妙な物語
- 喰いタン
- 探偵学園Q
- SP
- セクシーボイスアンドロボ
- シバトラ
- 特命係長 只野仁
- 交渉人〜THE NEGOTIATOR〜
- 華麗なるスパイ
- 白旗の少女
- BOSS
- BOSS 2
- 東京DOGS
- ジョーカー 許されざる捜査官
- 顔 (松本清張)
- 左目探偵EYE
- ハンチョウ〜神南署安積班〜
- IRIS
- 警視庁継続捜査班
- 警視庁電話指導官〜深川真理子の事件簿
- シグナル

### 映画
- 極道の妻たちシリーズ
- ナースのお仕事 ザ・ムービー
- 亡国のイージス
- ミッドナイト・イーグル
- アンフェア the movie
- THE CODE/暗号
- 交渉人 THE MOVIE タイムリミット高度10,000mの頭脳戦
- シュアリー・サムデイ
- ごくせん THE MOVIE
- さらば愛しの大統領
- SP THE MOTION PICTURE 野望編
- SP THE MOTION PICTURE 革命編
- 銃

### PV
- ASIAN KUNG-FU GENERATION「或る街の群青」
- AK-69「PUBLIC ENEMY」
- ONIGAWARA「抱きしめたい」  MV